# Mouilleron (Alt Marne)
Mouilleron és un municipi francès situat al departament de l'Alt Marne i a la regió del Gran Est. L'any 2007 tenia 35 habitants.

## Demografia

### Població
El 2007 la població de fet de Mouilleron era de 35 persones. Hi havia 13 famílies de les quals 4 eren unipersonals (4 dones vivint soles i 4 dones vivint soles) i 9 parelles sense fills.
La població ha evolucionat segons el següent gràfic:
Habitants censats

### Habitatges
El 2007 hi havia 17 habitatges, 14 eren l'habitatge principal de la família, 1 era una segona residència i 3 estaven desocupats. Tots els 17 habitatges eren cases. Dels 14 habitatges principals, 11 estaven ocupats pels seus propietaris, 2 estaven llogats i ocupats pels llogaters i 1 estava cedit a títol gratuït; 1 tenia una cambra, 2 en tenien dues, 1 en tenia tres, 2 en tenien quatre i 7 en tenien cinc o més. 12 habitatges disposaven pel capbaix d'una plaça de pàrquing. A 11 habitatges hi havia un automòbil i a 2 n'hi havia dos o més.

### Piràmide de població
La piràmide de població per edats i sexe el 2009 era:
| Homes | Edats   | Dones |
| ----- | ------- | ----- |
| 0     | 95 o +  | 0     |
| 0     | 90 a 94 | 0     |
| 0     | 85 a 89 | 0     |
| 0     | 80 a 84 | 0     |
| 0     | 75 a 79 | 0     |
| 0     | 70 a 74 | 0     |
| 0     | 65 a 69 | 0     |
| 4     | 60 a 64 | 0     |
| 0     | 55 a 59 | 4     |
| 4     | 50 a 54 | 0     |
| 0     | 45 a 49 | 0     |
| 0     | 40 a 44 | 0     |
| 0     | 35 a 39 | 0     |
| 4     | 30 a 34 | 0     |
| 0     | 25 a 29 | 0     |
| 0     | 20 a 24 | 0     |
| 0     | 15 a 19 | 0     |
| 0     | 10 a 14 | 0     |
| 0     | 5 a 9   | 0     |
| 0     | 0 a 4   | 0     |

## Economia
El 2007 la població en edat de treballar era de 15 persones, 9 eren actives i 6 eren inactives. De les 9 persones actives 8 estaven ocupades (5 homes i 3 dones) i 1 aturada (1 dona i 1 dona). De les 6 persones inactives 2 estaven jubilades, 1 estava estudiant i 3 estaven classificades com a «altres inactius».
Activitats econòmiques
L'únic establiment que hi havia el 2007 era d'una empresa de construcció.
L'únic servei als particulars que hi havia el 2009 era un guixaire pintor.

## Poblacions més properes
El següent diagrama mostra les poblacions més properes.